# Margaret Greig
Pour les articles homonymes, voir Greig.
Dorothy Margaret Greig née Hannah (1922-1999) est une mathématicienne britannique.

## Biographie
Margaret Hannah naît à Gosforth dans le Northumberland. Son père, William Hannah est exportateur de charbon, et sa mère est enseignante. Elle fait ses études secondaires à la Central Newcastle High School for Girls et obtient une bourse d'études qui lui permet de poursuivre ses études au Newnham College de l'université de Cambridge en 1940. Elle est classée wrangler aux tripos de mathématiques en 1943. Elle obtient une maîtrise à l'université de Londres. Pendant la Seconde Guerre mondiale, elle travaille comme officier scientifique au ministère de la production d'avions, mis en place durant la guerre, dans un service d'analyse, où elle est chargée de calculer la précision des bombardements. Après la guerre, elle passe au ministère du Travail, où elle reste jusqu'en 1948. Elle est ensuite nommée maître-assistante dans le département de l'industrie textile de l'université de Leeds. Elle se marie la même année, à Leeds.
Elle reprend ses études à l'université de Leeds, obtenant un doctorat en 1950. Cette université a développé un partenariat avec l'industrie textile de la région, et elle travaille avec Geoffrey Ambler sur le projet ASD (Ambler Superdraft) que celui-ci développe à partir de 1946. Les calculs qu'elle propose permettent un gain énorme en ce qui concerne la vitesse de fonctionnement des machines industrielles à tisser la laine. Alors que Geoffrey Ambler suit les questions de conception et de fabrication de la machine qui porte son nom, Margaret Greig suit les questions théoriques qui permettent son fonctionnement. Ambler et elle co-publient en 1950 un article dans le Journal of the Textile Institute. Margaret Greig est quant à elle invitée à présenter ses recherches dans plusieurs colloques, notamment lors d'une conférence internationale de la laine en Australie, dont les actes sont publiés en 1955. Un modèle du Ambler Superdraft est exposé au Bradford Industrial Museum.
En 1959, elle est nommée maître-assistante au Constantine Technical College de Middlesbrough, dans le Yorkshire du Nord. Elle publie un manuel intitulé Hydrodynamics and Vector Field Theory, paru en deux volumes en 1962 et 1963. Elle prend un poste de maître de conférences en mathématiques à l'université de Durham en 1964, où elle mène des recherches en analyse numérique. Elle publie un deuxième ouvrage, intitulé Optimisation en 1980. Elle prend sa retraite académique en 1986, et meurt à Darlington le 10 juin 1999.

## Publications
- avec Geoffrey Ambler, « High Drafting and the Ambler Superdraft System », Journal of the Textile Institute, vol. 41, no 3, p. 115-123, 1950.

- Hydrodynamics and Vector Field Theory, 2 vol. :
  - Examples in Elementary Methods, 1962
  - Examples in Special Methods, 1963
- Optimization, 1980